# Declaración sobre la lengua común
La Declaración sobre la Lengua Común (serbocroata: Deklaracija o zajedničkom jeziku / Декларација о заједничком језику) fue emitida en 2017 por un grupo de intelectuales y ONG de Croacia, Bosnia y Herzegovina, Montenegro y Serbia que trabajaban bajo la bandera de un proyecto llamado "Lengua y Nacionalismo". La Declaración afirma que croatas, bosnios, serbios y montenegrinos tienen una lengua estándar común de tipo policéntrico.
Antes de cualquier presentación pública, la Declaración fue firmada por más de 200 destacados escritores, científicos, periodistas, activistas y otras figuras públicas de los cuatro países. La Declaración sobre la lengua común es un intento de contrarrestar las facciones nacionalistas. Su objetivo es estimular la discusión sobre el lenguaje sin nacionalismo y contribuir al proceso de reconciliación.

## Contenido de la Declaración
La Declaración establece que los croatas, bosnios, serbios y montenegrinos tienen un lenguaje estándar común de tipo policéntrico. Se refiere al hecho de que los cuatro pueblos se comunican eficazmente sin intérprete, es decir, a su mutua comprensión, que es una noción clave cuando se habla de lengua. Además, señala que la política lingüística actual de enfatizar las diferencias ha dado lugar a una serie de fenómenos negativos, y la expresión lingüística se impone como un criterio de afiliación etnonacional y un medio de afirmación de la lealtad política. La Declaración establece que el idioma y la gente no tienen por qué coincidir, y que cada estado o nación puede codificar independientemente su propia variante del idioma común, y que las cuatro variantes estándar gozan de igual estatus. La Declaración pide la abolición de todas las formas de segregación y discriminación lingüísticas en las instituciones educativas y públicas. También aboga por la libertad de elección individual y el respeto por la diversidad lingüística.

## Idiomas y nacionalismos de proyectos internacionales
La Declaración fue la continuación del proyecto internacional Lenguas y Nacionalismos, fundado por dos fundaciones alemanas: Forum Ziviler Friedensdienst y Allianz Kulturstiftung), dentro del cual se celebraron conferencias en los cuatro países durante 2016, lo que permitió conocer la situación y los problemas actuales. El proyecto se inspiró en el libro Lenguaje y Nacionalismo y fue organizado por cuatro organizaciones no gubernamentales de cada uno de los países incluidos: P.E.N. Centro Bosnia-Herzegovina de Sarajevo, la Asociación Kurs de Split, Krokodil de Belgrado y el Centro de Educación Cívica de Podgorica. En Podgorica, Split, Belgrado y Sarajevo se celebró una serie interdisciplinar de conferencias de expertos con la participación de lingüistas, periodistas, antropólogos y otros. También se incluyeron a numerosos espectadores. Los títulos de los debates de las conferencias fueron:
| Ciclo de conferencias internacionales de expertos: ''Lenguas y Nacionalismos'' en 2016 | Ciclo de conferencias internacionales de expertos: ''Lenguas y Nacionalismos'' en 2016 | Ciclo de conferencias internacionales de expertos: ''Lenguas y Nacionalismos'' en 2016 |
| Sitio                                                                                  | Títulos de los debates                                                                 | Fecha                                                                                  |
| -------------------------------------------------------------------------------------- | -------------------------------------------------------------------------------------- | -------------------------------------------------------------------------------------- |
| Podgorica                                                                              | ¿Cada pueblo de Montenegro habla una lengua diferente?                                 | 21 de abril                                                                            |
| Podgorica                                                                              | ¿Cuál es el objetivo de aumentar las diferencias lingüísticas?                         | 22 de abril                                                                            |
| Split                                                                                  | ¿Amenaza la anarquía si no prescribimos cómo hablar?                                   | 19 de mayo                                                                             |
| Split                                                                                  | ¿Y si croatas y serbios tuvieran un idioma común?                                      | 20 de mayo                                                                             |
| Belgrado                                                                               | ¿Quién es el que roba el idioma?                                                       | 5 de octubre                                                                           |
| Belgrado                                                                               | La ideología del lenguaje correcto                                                     | 6 de octubre                                                                           |
| Sarajevo                                                                               | Manipulaciones políticas del tema del lenguaje                                         | 23 de noviembre                                                                        |
| Sarajevo                                                                               | Los correctores de pruebas como impostores de la nacionalidad                          | 24 de noviembre                                                                        |

## La creación de la Declaración
Más de treinta expertos participaron en la redacción de la Declaración, la mitad de los cuales eran lingüistas de diferentes nacionalidades de los cuatro estados. El proceso de escritura duró varios meses. La iniciativa surgió justo después de la última conferencia en Sarajevo, cuando jóvenes de Bosnia-Herzegovina que experimentaron la segregación educativa en las llamadas " dos escuelas bajo un mismo techo "  propusieron la idea de redactar un texto que fomentase el cambio de la política lingüística en los cuatro países. Titularon el texto Declaración sobre la Lengua Común y lo entregaron para que lo reescribieran los lingüistas profesionales de modo que la Declaración se redactó de nuevo en Zagreb en los meses siguientes y, por lo tanto, puede denominarse "Declaración de Zagreb".
Como continuación del proyecto Idiomas y Nacionalismos, se formó un comité de expertos de diferentes nacionalidades de los cuatro países que trabajó en la versión final de la Declaración los días 16 y 17 de enero de 2017 en Zagreb. Después de la reunión, el texto se envió a una veintena de consultores, cuyas propuestas luego se integran en la forma final del texto.

## Presentación de la Declaración

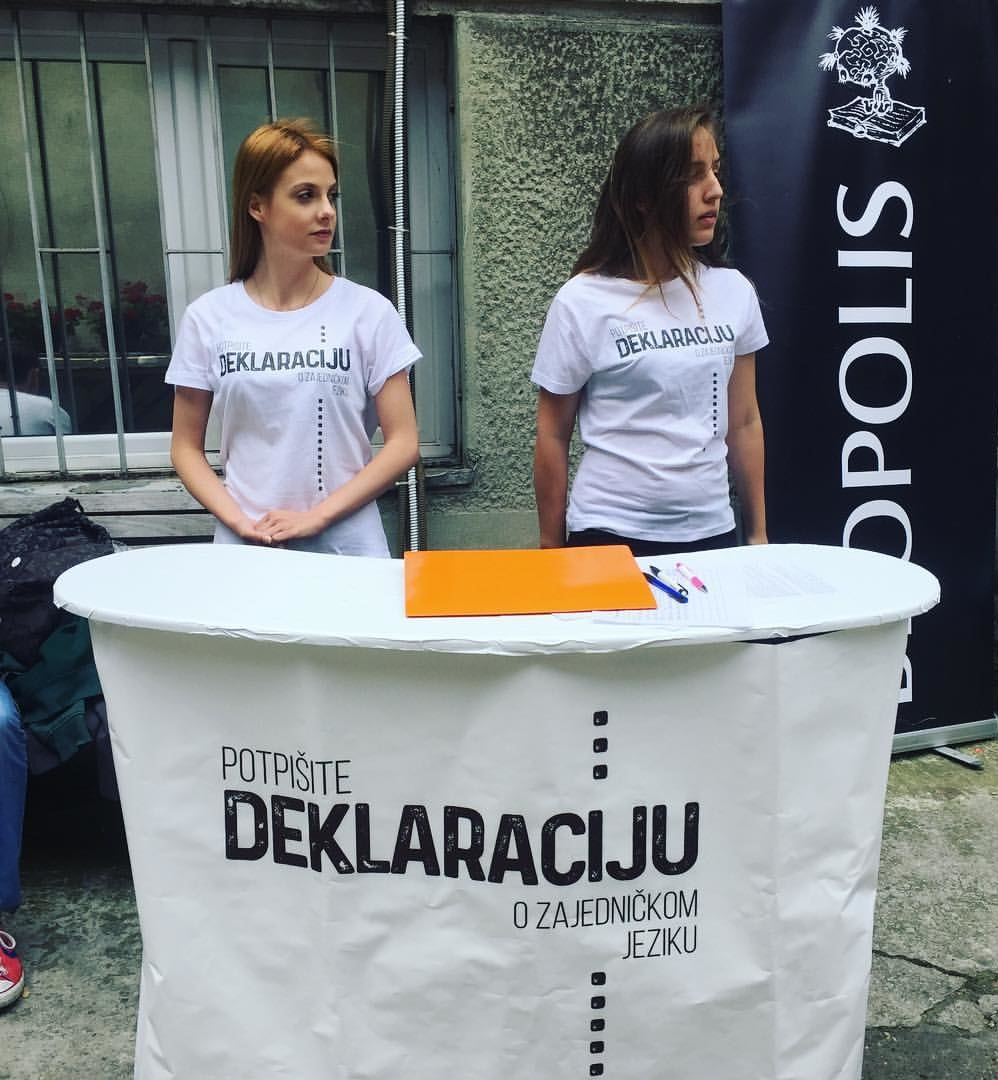
Recogida de firmas para la Declaración

La Declaración sobre la Lengua Común con más de doscientas firmas de destacados intelectuales de Croacia, Montenegro, Bosnia-Herzegovina y Serbia se presentó simultáneamente al público el 30 de marzo de 2017 en Zagreb, Podgorica, Belgrado y Sarajevo, donde se llevó a cabo una conferencia de prensa y dos paneles de discusión con el título "¿Qué es un lenguaje común?" y "Lenguaje y futuro". Luego, la Declaración se abrió a la firma de otras personas. En los siguientes días lo firmaron más de 8.000 personas. Dos meses después, en el marco del X Festival Subversivo de Zagreb, se celebró una mesa redonda sobre la Declaración, titulada "Lengua y Nacionalismo". Luego se llevó a cabo un debate "Acerca de la declaración sobre la lengua común y otros demonios" en el Festival de Literatura Cocodrilos en Belgrado. Después, en Novi Sad, se organizó una mesa redonda "¿De quién es nuestra lengua?" en el festival Exit y un foro "¿Cuáles son los logros de la Declaración sobre la Lengua Común?" en la Conferencia Literaria Internacional Book Talk.  En Montenegro, hubo una mesa redonda sobre la Declaración en el marco de los 7 días de Njegoš. A finales de 2017, se organizó el debate "Qué hacer con la lengua: ¿Quién habla (o no habla) la lengua común?" en la VI Universidad Abierta de Sarajevo.
| Serie de mesas redondas sobre la Declaración en 2017 | Serie de mesas redondas sobre la Declaración en 2017              | Serie de mesas redondas sobre la Declaración en 2017 | Serie de mesas redondas sobre la Declaración en 2017 |
| Sitio                                                | Título de la discusión                                            | Evento                                               | Fecha                                                |
| ---------------------------------------------------- | ----------------------------------------------------------------- | ---------------------------------------------------- | ---------------------------------------------------- |
| Sarajevo                                             | ¿Qué es un idioma común?                                          | Presentación de la Declaración                       | 30 de marzo                                          |
| Sarajevo                                             | El lenguaje y el futuro                                           | Presentación de la Declaración                       | 30 de marzo                                          |
| Sarajevo                                             | ¿Quién habla (o no habla) el idioma común?                        | Universidad Abierta                                  | 10 de noviembre                                      |
| Zagreb                                               | Idioma y nacionalismo                                             | Festival subversivo                                  | 19 de mayo                                           |
| Belgrado                                             | Acerca de la Declaración sobre el lenguaje común y otros demonios | 18 de junio                                          |                                                      |
| Novi Sad                                             | ¿De quién es nuestro idioma?                                      | Festival EXIT                                        | 8 de julio                                           |
| Novi Sad                                             | ¿Cuáles son los logros de la Declaración sobre el lenguaje común? | Conferencia Literaria Libro Charla                   | 29 de septiembre                                     |
| Kotor                                                | Declaración sobre el lenguaje común                               | Días de Njegoš                                       | 1 de septiembre                                      |

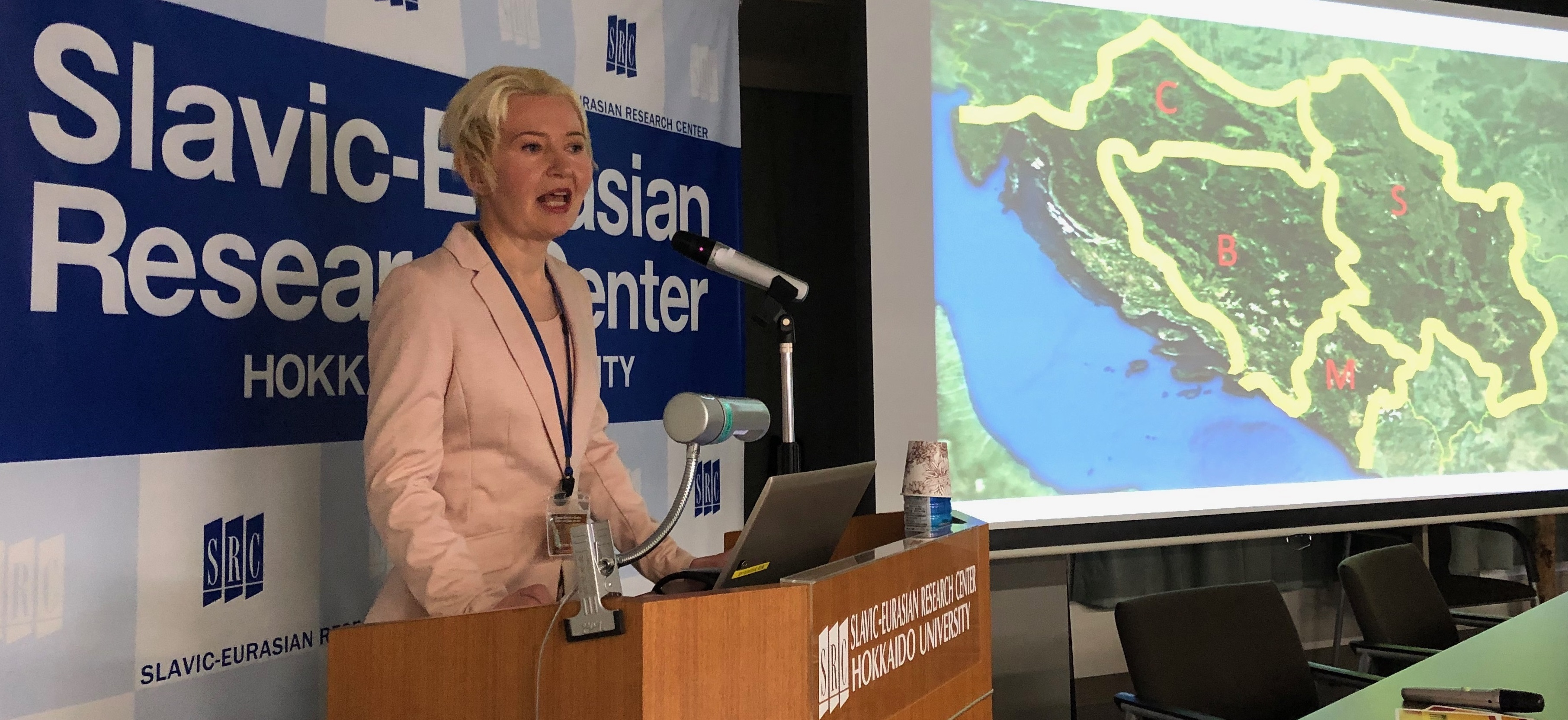
Conferencia plenaria de Snježana Kordić sobre la Declaración en una conferencia en Japón 2018

A lo largo de 2018, se celebraron una serie de conferencias plenarias sobre la Declaración en las universidades de varios países de la UE, y después en las universidades de Japón. Con motivo del segundo aniversario de la Declaración, se celebraron dos mesas redondas: en Viena "Lengua y nacionalismos: ¿Nos entendemos?" y en Zagreb "Una lengua o varias lenguas: Debate sobre la Declaración sobre la Lengua Común", organizada por la Unión de Asociaciones de Estudiantes de la Facultad de Filosofía de Zagreb, que posteriormente también organizó una conferencia plenaria sobre la Declaración en la Facultad de Filosofía de Zagreb.

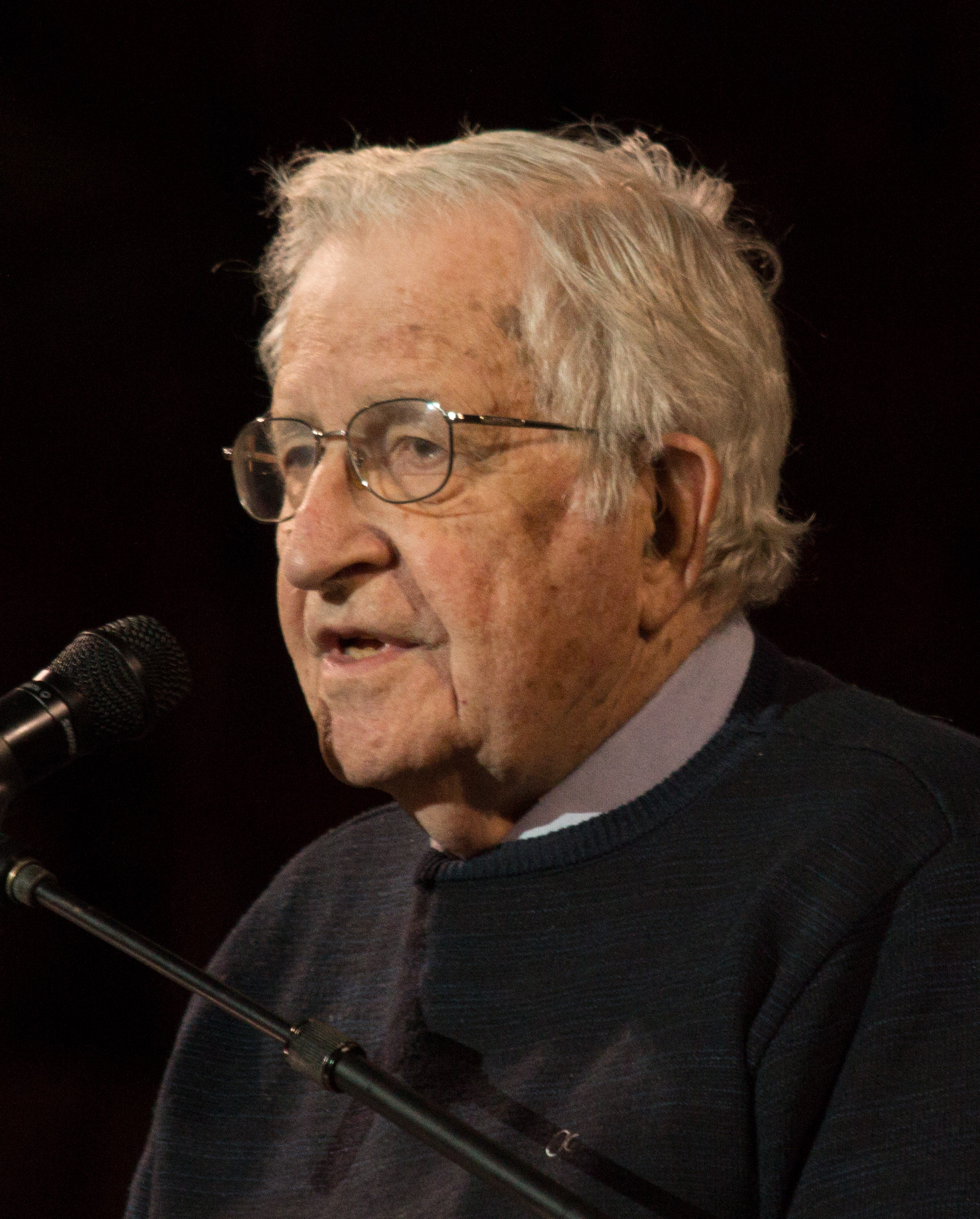
Noam Chomsky ha firmado la Declaración

El sociolingüista británico Peter Trudgill señala que "los lingüistas están bien representados en la lista de signatarios "  El lingüista más famoso " Noam Chomsky ha firmado la Declaración sobre el lenguaje común ", que ha sido particularmente rotunda. La Declaración ha sido firmada por "más de cincuenta lingüistas, incluidos Anders Ahlqvist, Ronelle Alexander, Nadira Aljović, Bojan Anđelković, Boban Arsenijević, John Frederick Bailyn, Josip Baotić, Ranka Bijeljac-Babić, Ranko Bugarski, Vesna Bulatović, Daniel Bunčić Canakis, Greville Corbett, Oliver Czulo, Natalia Długosz, Ljiljana Dolamic, Rajka Glušica, Radmila Gorup, Senahid Halilović, Camiel Hamans, Mirjana Jocić, Jagoda Jurić-Kappel, Dunja Jutornić, Dejan Karavesović, Jana Klana Kenda, Ivan Sana Klavetić Kurteš, Zineta Lagumdžija, Igor Lakić, Gordana Lalić-Krstin, Alisa Mahmutović, Olga Mišeska Tomić, Spiros Moschonas, Joachim Mugdan, Zoran Nikolovski, Miloš Okuka, Tatjana Paunović, Dušan-Vladislav Pažđerski, Peter Enisajalis, Miravić Podolšak, Luka Raičković, Katarina Rasulić, Svenka Savić, Marko Simonović, Ljiljana Subotić, Danko Šipka, Dušanka Točanac, Neda Todorović, Aleksandar Trklja, Peter Trudgill, Mladen Uhlik, Hanka Vajzović, Vera Vasić, Elvira Veselinović, Đorđe Vidanović, Ana Ždrale. "

### Texto
Fuente: Novosti

Ante las negativas consecuencias sociales, culturales y económicas de las manipulaciones políticas de la lengua en las actuales políticas lingüísticas de Bosnia y Herzegovina, Croacia, Montenegro y Serbia, los abajo firmantes emitimos la siguiente

DECLARACIÓN SOBRE LA LENGUA COMÚN
La respuesta a la pregunta de si se utiliza una lengua común en Bosnia y Herzegovina, Croacia, Montenegro y Serbia es afirmativa.
Se trata de una lengua estándar común de tipo policéntrico, hablada por varias naciones en varios estados, con variantes reconocibles, como el alemán, el inglés, el árabe, el francés, el español, el portugués y muchos otros. Este hecho lo corrobora el Štokavian como base dialectal común de la lengua estándar, la proporción de lo mismo frente a lo diferente en la lengua y la consiguiente comprensibilidad mutua.
El uso de cuatro nombres para las variantes estándar -bosnio, croata, montenegrino y serbio- no implica que se trate de cuatro lenguas diferentes.
Insistir en el escaso número de diferencias existentes y en la separación forzada de las cuatro variantes estándar provoca numerosos fenómenos sociales, culturales y políticos negativos. Entre ellos, la utilización de la lengua como argumento para justificar la segregación de los escolares en algunos entornos multiétnicos, la "traducción" innecesaria en la administración o en los medios de comunicación, la invención de diferencias donde no existen, la coacción burocrática, así como la censura (y necesariamente también la autocensura), donde la expresión lingüística se impone como criterio de pertenencia étnica y como medio para afirmar la lealtad política.
Y Nosotros, los abajo firmantes, sostenemos que
- el hecho de que exista una lengua común policéntrica no cuestiona el derecho individual a expresar la pertenencia a diferentes naciones, regiones o estados;
- cada estado, nación, comunidad etnonacional o regional puede codificar libre e independientemente su propia variante de la lengua común
- las cuatro variantes estándar existentes en la actualidad gozan de igual estatus, en la medida en que ninguna de ellas puede considerarse una lengua, siendo el resto variantes de la misma;
- la estandarización policéntrica es la forma democrática de estandarización más cercana al uso real de la lengua;
- el hecho de que se trate de una lengua estándar policéntrica común permite a sus usuarios denominarla como deseen;
- las variantes estándar de la lengua policéntrica presentan diferencias en las tradiciones y prácticas lingüísticas y culturales, en el uso de los alfabetos, en el acervo léxico y en otros niveles lingüísticos; esto puede demostrarse, entre otras cosas, por las diferentes variantes estándar de la lengua común en la que se publicará y utilizará esta Declaración;
- las diferencias estándar, dialectales e individuales no justifican una separación institucional forzada; al contrario, contribuyen a la gran riqueza de la lengua común.

Por lo tanto, nosotros, los abajo firmantes, pedimos
- la abolición de toda forma de segregación y discriminación lingüística en las instituciones educativas y públicas
- el cese de las prácticas represivas e innecesarias de separación lingüística que son perjudiciales para los hablantes
- acabar con la definición rígida de las variantes estándar
- evitar las "traducciones" superfluas, sin sentido y costosas en los procedimientos judiciales, la administración y los medios de información pública;
- la libertad de elección individual y el respeto a la diversidad lingüística;
- la libertad lingüística en la literatura, las artes y los medios de comunicación;
- la libertad de uso dialectal y regional;
- y, por último, la libertad de "mezcla", apertura mutua e interpenetración de las diferentes formas y expresiones de la lengua común, en beneficio de todos sus hablantes.

En Zagreb, Podgorica, Belgrado y Sarajevo, 30 de marzo de 2017
Entre los firmantes de la Declaración se encuentran:

| Greville Corbett Ivana Bodrožić Mirjana Karanović Rajko Grlić Željko Komšić Svetislav Basara Jurica Pavičić Vedrana Rudan Olja Savičević Ivančević Dejan Jović Igor Štiks Nadežda Čačinovič Ivan Ivanji Lenka Udovički Filip David Vladimir Arsenijević Srećko Horvat | Rada Iveković Štefica Galić Pjer Žalica Snježana Kordić Dubravka Ugrešić Ante Tomić Noam Chomsky Boris Dežulović Dragan Markovina Enver Kazaz Viktor Ivančić Oto Horvat Maja Herman Sekulić Tomislav Jakić Željko Ivanković Svetlana Lukić Dejan Tiago Stanković | Nihad Hasanović Srđan Srdić Vesna Teršelič Ivan Klajn Borka Pavićević Jasna Šamić Slobodan Šnajder Senahid Halilović Daša Drndić Edvin Kanka Ćudić Rade Šerbedžija Biljana Srbljanović Dubravka Stojanović Srđan Tešin Isidora Žebeljan Aleksandar Zograf | Mima Simić Siniša Malešević Rastko Močnik Drago Pilsel Peter Trudgill Vladimir Veličković Srbijanka Turajlić Ermin Bravo Nenad Veličković Ranko Bugarski Dritan Abazović Izudin Bajrović Jasmila Žbanić Danko Šipka Balša Brković Asim Mujkić Florian Bieber | Jasna Diklić Vesna Pešić Goran Marković Vladislav Bajac Stevan Filipović Feđa Stojanović Tatjana Bezjak Dragoljub Mićunović Stanislava Staša Zajović Goran Dević Miloš Okuka Igor Galo Faruk Šehić Srđan Karanović Zdravko Grebo Lana Barić Aleksandar Novaković |

## Signatarios de laDeclaración

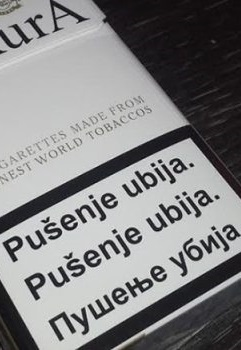
La advertencia sanitaria "fumar mata" de Bosnia-Herzegovina repite una frase tres veces; dos veces en alfabeto latino y una vez en cirílico

- Arsenijević, Boban (15 de abril de 2017). «Policentrični zajednički jezik i deklaracija o tome izazvali burne reakcije (intervju vodili Nemanja Stevanović i Vladimir Đorđević)» [The Polycentric Common Language and the Declaration produced stormy reactions (interview conducted by Nemanja Stevanović and Vladimir Đorđević)] (en serbocroata). Niš: Media & Reform centar. Archivado desde el original el 23 de mayo de 2017. Consultado el 18 de junio de 2019.
- Arsenijević, Boban (18 de mayo de 2017). «Deklaracija je uzdrmala temelj nacionalističke zloupotrebe jezika (intervju vodio Vladislav Stojičić)» [The Declaration Has Shaken the Foundation of Nationalist Abuse of Language (interview conducted by Vladislav Stojičić)] (en serbocroata). Zagreb: P-portal. Archivado desde el original el 23 de mayo de 2017. Consultado el 18 de junio de 2019.
- «Govore li Srbi, Hrvati, Bošnjaci i Crnogorci isti jezik? (pripremila Kristina Šarić)» [Do Serbs, Croats, Bosniaks and Montenegrins Speak the Same Language? (by Kristina Šarić)]. TV news Vojvođanski dnevnik (en serbocroata). Novi Sad: Radio Television of Vojvodina. 8 de abril de 2017. Archivado desde el original el 23 de mayo de 2017. Consultado el 18 de junio de 2019.
- Bahr, Manuel (31 de marzo de 2017). «Deklaration: B/K/M/S ist eine Sprache – "Ich habe unterschrieben!"» [Declaration: B/C/S/M is One Language – "I Have Signed!"] (en alemán). Vienna: Kosmo. Archivado desde el original el 4 de mayo de 2018. Consultado el 18 de junio de 2019.
- Bogavac, Milena (8 de julio de 2017). «Kako sam potpisala da nisam poliglota» [How I Signed that I Was not a Polyglot] (en serbocroata). Belgrade: Noizz. Archivado desde el original el 14 de julio de 2017. Consultado el 18 de junio de 2019.
- Bugarski, Ranko (5 de abril de 2017). «Dobronameran apel javnosti (intervju vodila Sonja Ćirić)» [Well-Intentioned Appeal to the Public (interview conducted by Sonja Ćirić)] (en serbocroata). Belgrade: Vreme. ISSN 0353-8028. Archivado desde el original el 23 de mayo de 2017. Consultado el 18 de junio de 2019.
- Bugarski, Ranko (13 de abril de 2017). «Deklaracija nije politička platforma (intervju vodila Mirjana Mitrović)» [Declaration is not a Political Platform (interview conducted by Mirjana Mitrović)] (en serbocroata). Belgrade: Ekspres. Archivado desde el original el 23 de mayo de 2017. Consultado el 18 de junio de 2019.
- Bugarski, Ranko (7 de mayo de 2017). «Mali katalog promašaja» [A Small Catalog of Flaws]. Danas (en serbocroata). Belgrade. ISSN 1450-538X. Archivado desde el original el 24 de mayo de 2017. Consultado el 18 de junio de 2019.
- Cingel, Ivan (14 de abril de 2017). «Drevni i volšebni jeziče Hrvata» [Ancient and Magic Language of Croats] (en serbocroata). Zagreb: Forum.tm. ISSN 1849-3874. Archivado desde el original el 23 de mayo de 2017. Consultado el 18 de junio de 2019.
- Cingel, Ivan (27 de abril de 2017). «Ovo nije još jedan tekst o Deklaraciji» [This is not Another Text About the Declaration] (en serbocroata). Zagreb: Forum.tm. ISSN 1849-3874. Archivado desde el original el 23 de mayo de 2017. Consultado el 18 de junio de 2019.
- Dežulović, Boris (1 de abril de 2017). «Riba ribi grize jezik» [Fish Bites Fish's Tongue] (en esloveno). Ljubljana: Dnevnik. ISSN 1581-3037. Archivado desde el original el 24 de enero de 2019. Consultado el 18 de junio de 2019.
- Dežulović, Boris (9 de abril de 2017). «Hapsus linguae» [Hapsus Linguae] (en serbocroata). Zagreb: Novosti. ISSN 1845-8955. Archivado desde el original el 23 de mayo de 2017. Consultado el 18 de junio de 2017.
- Glušica, Rajka (20 de abril de 2017). «Čitaj pažljivo (intervju vodila Sonja Ćirić)» [Read Carefully (interviewed by Sonja Ćirić)] (en serbocroata). Belgrade: Vreme. ISSN 0353-8028. Archivado desde el original el 23 de mayo de 2017. Consultado el 18 de junio de 2019.
- Gudžević, Sinan (18 de abril de 2017). «Reklaracija» [Reklaration] (en serbocroata). Zagreb: Novosti. ISSN 1845-8955. Archivado desde el original el 23 de mayo de 2017. Consultado el 18 de junio de 2019.
- Gudžević, Sinan (2 de mayo de 2017). «Pismo kardinalu Bozaniću» [Letter to Cardinal Bozanić] (en serbocroata). Zagreb: Novosti. ISSN 1845-8955. Archivado desde el original el 23 de mayo de 2017. Consultado el 18 de junio de 2019.
- Halilović, Senahid (26 de abril de 2018). «Halilović za N1: Dužni smo osluškivati javnu riječ» [Halilović for N1: We Have to Listen to the Public Word]. TV show N1 na jedan (host Nikola Vučić) (en serbocroata). Sarajevo: N1. Consultado el 5 de julio de 2019. min 19:34
- Ivančić, Viktor (8 de abril de 2017). «Novi Novi list» [New Novi list] (en serbocroata). Zagreb: Novosti. ISSN 1845-8955. Archivado desde el original el 23 de mayo de 2017. Consultado el 18 de junio de 2019.
- Ivančić, Viktor (17 de abril de 2017). «Kako ne biti Jugoslaven?» [How not to be a Yugoslav?] (en serbocroata). Podgorica: Proletter. Archivado desde el original el 23 de mayo de 2017. Consultado el 18 de junio de 2019.
- Kazaz, Enver (27 de abril de 2017). «Jezik nije mentalni kazamat (intervju vodila Sonja Ćirić)» [Language is not a Mental Prison (interview conducted by Sonja Ćirić)] (en serbocroata). Belgrade: Vreme. ISSN 0353-8028. Archivado desde el original el 23 de mayo de 2017. Consultado el 18 de junio de 2019.
- Kljajić, Jagoda (3 de abril de 2017). «Potpišite Deklaraciju o zajedničkom jeziku» [Sign the Declaration on the Common Language] (en serbocroata). Belgrade: Prozaonline. Archivado desde el original el 23 de mayo de 2017. Consultado el 18 de junio de 2019.
- Kordić, Snježana (4 de abril de 2017). «Neki Srbi misle da Deklaracija favorizira Hrvate (intervju vodio Denis Derk)» [Some Serbs Think the Declaration Favors Croats (interviewed by Denis Derk)] (en serbocroata). Zagreb: Večernji list. pp. 36-37. ISSN 0350-5006. Archivado desde el original el 26 de mayo de 2017. Consultado el 18 de junio de 2019.
- Kordić, Snježana (5 de abril de 2017). «Čitaj pažljivo, kako god zoveš jezik» [Read Carefully, Whatever You Call the Language] (en serbocroata). Bonn: Deutsche Welle. Archivado desde el original el 23 de mayo de 2017. Consultado el 18 de junio de 2019.
- Kordić, Snježana (13 de abril de 2017). «Jezik više naroda (intervju vodila Sonja Ćirić)» [The Language of Several Peoples (interview conducted by Sonja Ćirić)] (en serbocroata). Belgrade: Vreme. ISSN 0353-8028. Archivado desde el original el 23 de mayo de 2017. Consultado el 18 de junio de 2019.
- Snježana Kordić|Kordić, Snježana; Ibrahimović, Nedžad (3 de mayo de 2017). «O Deklaraciji o zajedničkom jeziku» [About the Declaration on the Common Language]. TV show Globalno (host Boris Malagurski (en serbocroata). BN Televizija. Archivado desde el original el 22 de octubre de 2017. Consultado el 18 de junio de 2019. Alt URL min 84:14
- Kordić, Snježana (10 de enero de 2018). «Reagiranje na tekst Borisa Budena povodom Deklaracije o zajedničkom jeziku» [Reaction to the Boris Buden's Text Regarding the Declaration on the Common Language] (en serbocroata). Zagreb: Slobodni Filozofski. Archivado desde el original el 4 de mayo de 2018. Consultado el 18 de junio de 2019.
- Kordić, Snježana (30 de marzo de 2018). «Čistoća naroda i jezika ne postoji (intervju vodila Gordana Sandić-Hadžihasanović)» [There is no Purity of Nation and Language (interviewed by Gordana Sandić-Hadžihasanović)] (en serbocroata). Prague: Radio Free Europe/Radio Liberty. Archivado desde el original el 4 de mayo de 2018. Consultado el 18 de junio de 2019.
- Kordić, Snježana (26 de febrero de 2018). «Deklaracija ruši i posljednji tabu (intervju vodila Maja Abadžija)» [The Declaration Breaks Down the Last Taboo (interviewed by Maja Abadžija)] (en serbocroata). Sarajevo: Oslobođenje. pp. 18-19. ISSN 0351-3904. Archivado desde el original el 7 de agosto de 2018. Consultado el 18 de junio de 2019. Alt URL
- Krajišnik, Đorđe (18 de abril de 2017). «Zašto ciče bardovi nacional-lingvistike» [Why do the Bards of National-Linguistics Squall?] (en serbocroata). Belgrade: XXZ regionalni portal. Archivado desde el original el 23 de mayo de 2017. Consultado el 18 de junio de 2019.
- Lucić, Predrag (3 de abril de 2017). «Deklaracija o SAO Rijeci» [Declaration on SAO Rijeka] (en serbocroata). Rijeka: Novi list. ISSN 1334-1545. Archivado desde el original el 23 de mayo de 2017. Consultado el 18 de junio de 2019.
- Markovina, Dragan (30 de marzo de 2017). «Zašto sam potpisao Deklaraciju o zajedničkom jeziku» [Why I have signed the Declaration on the Common Language]. Telegram (en serbocroata) (Zagreb). ISSN 1849-7667. Archivado desde el original el 30 de mayo de 2017. Consultado el 18 de junio de 2019.
- Methadžović, Almir (2 de abril de 2018). «Chomsky u autobusu» [Chomsky on the Bus] (en serbocroata). Mostar: Tačno.net. Archivado desde el original el 4 de mayo de 2018. Consultado el 18 de junio de 2019.

- Mustafić, Dino (31 de marzo de 2018). «Mustafić za N1: Govorimo jedan jezik, razumijemo se» [Mustafić for N1: We Speak the Same Language, We Understand Each Other]. TV show Novi dan (host Merima Šemić) (en serbocroata). Sarajevo: N1. Archivado desde el original el 4 de mayo de 2018. Consultado el 18 de junio de 2019. min 17:36
- Pančić, Teofil (30 de marzo de 2017). «1, 2, 3, 4 jezika... 4, 3, 2, 1 jezik» [1, 2, 3, 4 languages... 4, 3, 2, 1 language] (en serbocroata). Belgrade: Vreme. ISSN 0353-8028. Archivado desde el original el 23 de mayo de 2017. Consultado el 18 de junio de 2019.
- Pančić, Teofil (4 de mayo de 2017). «Mučno, zabavno i poučno» [Painful, funny and instructive] (en serbocroata). Belgrade: Vreme. ISSN 0353-8028. Archivado desde el original el 23 de mayo de 2017. Consultado el 18 de junio de 2019.
- Pavelić, Boris (30 de marzo de 2017). «Provokacija zdravim razumom» [Provocation by Common Sense] (en serbocroata). Rijeka: Novi list. ISSN 1334-1545. Archivado desde el original el 23 de mayo de 2017. Consultado el 18 de junio de 2019.
- Pilsel, Drago (6 de abril de 2017). «Zašto Deklaracija o zajedničkom jeziku» [Why a Declaration on the Common Language] (en serbocroata). Belgrade: Ekspres. Archivado desde el original el 23 de mayo de 2017. Consultado el 18 de junio de 2019.
- Pilsel, Drago (17 de abril de 2017). «Bozanić opet prijeti: ne zazivamo Jugoslaviju niti prijeti novi rat!» [Bozanić Threatens Again: Neither We Invoke Yugoslavia nor a New War Threatens!] (en serbocroata). Zagreb: Autograf.hr. ISSN 1849-143X. Archivado desde el original el 23 de mayo de 2017. Consultado el 18 de junio de 2019.
- Pilsel, Drago (17 de abril de 2017). «Bozanić čestita samo sviti i vjernicima koji su u katedrali» [Bozanić Congratulates Only Those Who Are in the Cathedral]. TV show Novi dan (host Tihomir Ladišić) (en serbocroata). Zagreb: N1 (TV channel). Archivado desde el original el 23 de mayo de 2017. Consultado el 18 de junio de 2019. min 13:00
- Slapšak, Svetlana (19 de septiembre de 2017). «Okolina jezika» [Language Environment] (en serbocroata). Belgrade: Peščanik. Archivado desde el original el 22 de septiembre de 2017. Consultado el 18 de junio de 2019.
- Tomičić, Ladislav (31 de marzo de 2017). «Provokacija!» [Provocation!] (en esloveno). Maribor: Večer. ISSN 0350-4972. Archivado desde el original el 24 de enero de 2019. Consultado el 18 de junio de 2019.
- Tomičić, Ladislav (15 de abril de 2017). «Račvasti jezik kardinala Bozanića» [Cardinal Bozanić's Forked Tongue] (en serbocroata). Rijeka: Novi list. ISSN 1334-1545. Archivado desde el original el 23 de mayo de 2017. Consultado el 18 de junio de 2019.
- Tomić, Ante (29 de marzo de 2017). «Zašto sam potpisao Deklaraciju o zajedničkom jeziku Hrvata, Srba, Bošnjaka i Crnogoraca» [Why I Have Signed the Declaration on the Common Language of Croats, Serbs, Bosniaks and Montenegrins]. Jutarnji list (en serbocroata) (Zagreb). ISSN 1331-5692. Archivado desde el original el 23 de mayo de 2017. Consultado el 18 de junio de 2019.
- Tomić, Ante; Ilić, Saša (16 de abril de 2017). «Na kom jeziku razgovaraju Grabar-Kitarović i Vučić? (intervju vodio Omer Karabeg)» [Which Language do Grabar-Kitarović and Vučić Talk In? (interviewed by Omer Karabag)] (en serbocroata). Prag: Radio Free Europe/Radio Liberty. Archivado desde el original el 23 de mayo de 2017. Consultado el 18 de junio de 2019.
- Tripunovski, Stiven (2017). «Gemeinsamkeit wider Willen? Sprache im südslawischen Raum» [Commonality Against the Will? Language in the South Slavic Area].  En Grunert, Heiner; Kührer-Wielach, Florian, eds. Grenzen im Fluss (en alemán). Regensburg: Regensburg Schnell et Steiner. pp. 30-31. ISBN 978-3-7917-2940-4. OCLC 1011631323. Consultado el 18 de junio de 2019.
- Vajzović, Hanka; Kordić, Snježana (20 de marzo de 2018). «Jezičke nesuglasice» [Linguistic Disagreements]. TV show Kontekst (en serbocroata). Al Jazeera. Archivado desde el original el 24 de marzo de 2018. Consultado el 18 de junio de 2019. Alt URL min 15:47
- Vučić, Nikola (7 de mayo de 2017). «Reagiranje na tekst Nikole Petkovića o jeziku» [Reaction to the Nikola Petković's Text on Language] (en serbocroata). Zagreb: Autograf.hr. ISSN 1849-143X. Archivado desde el original el 23 de mayo de 2017. Consultado el 18 de junio de 2019.